# Dame Edna Everage
Dame Edna Everage, ofta bara Dame Edna, var en fiktiv australisk megastjärna skapad och gestaltad av den australiske komikern Barry Humphries. Everage var känd för sitt lila- eller wisteria-färgade hår, sina pråliga Cat-Eye glasögon och sin högljudda hälsning: "Hello, Possums!"
Dame Ednas föreställningar tillhör världens mest kända dragshow.

## Beskrivning
Rollfiguren Dame Edna, som såg dagens ljus 1955, är änka och har tre barn, bland dem sonen, designern och tillika "homopaten" [sic!] Kenny. Förutom att ägna sig åt sina shower på scen, TV och film, minglar hon bland all världens ledare och jetset där hon världsvant rör och för sig. 
Typiskt för Dame Edna är hennes syn på sig själv gentemot sin omgivning såsom superbegåvad, mångfacetterad, oerhört populär och stenrik. Hon menar att hon är en förebild för all världens kvinnor och driver inte sällan folk till vansinne med sitt allt annat än ödmjuka sätt. Som intervjuare i sina shower kan hon, som ingen annan, ställa de mest opassande frågor på ett mycket avväpnande sätt.
I flera av sina program åtföljs hon av Emily Perry (1907–2008) som Madge Allsop, Ednas tärna. Det offentliga samspelet mellan de två har en del likheter med den mellan Gertrude Stein och Alice B. Toklas.

## Filmografi i urval
- 1958 – Wild Life and Christmas Belles
- 1976–1977 – The Barry Humphries Show
- 1979 – La Dame Aux Gladiolas
- 1979 – Christmas Snowtime Special
- 1980, 1984, 1988 – An Audience with...
- 1981 – Last Night of the Proms
- 1986 – An Aussie Audience with Dame Edna Everage
- 1987–1989 – The Dame Edna Experience
- 1990 – A Night on Mount Edna
- 1991–1993 – Dame Edna's Hollywood
- 1992–1993 – Dame Edna's Neighbourhood Watch
- 1993 – Edna Time
- 1996 – Dame Edna's Work Experience
- 1997 – Dr Dame Edna Kisses It Better
- 1999 – Flashbacks with Barry Humphries
- 2001–2002 – Ally McBeal
- 2002 – Nicholas Nickleby (Barry Humphries krediterad som Dame Edna Everage)
- 2003 – Dame Edna: Live at the Palace
- 2007 – The Dame Edna Treatment
- 2016 – Absolutely Fabulous: The Movie